# Reserva natural La Reforma
La reserva natural La Reforma es un área natural protegida ubicada en el departamento Limay Mahuida, en la provincia argentina de La Pampa. Abarca un área de 4975 ha correspondientes a la ecorregión monte de llanuras y mesetas.
Fue creada mediante la Ley Provincial n.º 1689/96.

La protección de la zona databa del año 1974. Había sido establecida inicialmente mediante el Decreto Provincial n.º 417/74.

## Flora y fauna
La cobertura vegetal consiste en agrupaciones de jarilla hembra (Larrea divaricata), piquillín (Condalia microphylla), tomillo macho (Troncosoa seriphioides) y jarilla crespa (Larrea nitida).
La fauna más significativa la constituyen las aves. Se ha observado la presencia de ejemplares de gallito arena (Teledromas fuscus) y el suri o ñandú petiso (Rhea pennata).

Con cierta frecuencia se observan martinetas (Eudromia elegans), aguiluchos (Geranoaetus polyosoma), águilas moras (Geranoaetus melanoleucus), carancho	(Caracara plancus), calandrias moras (Mimus patagonicus) y grandes (Mimus saturninus) y los pequeños pepiteros de collar (Saltator aurantiirostris).

## Conservación
Las amenazas que pesan sobre la reserva derivan de la insuficiente protección del área. Con frecuencia se observa la presencia de ganado que accede al lugar desde propiedades cercanas debido a la carencia de un cerco perimetral completo y eficiente.